# Cyphon comptus
Cyphon comptus es una especie de coleóptero de la familia Scirtidae.

## Distribución geográfica
Habita en California (Estados Unidos).